# Les Chevaliers de la Table ronde

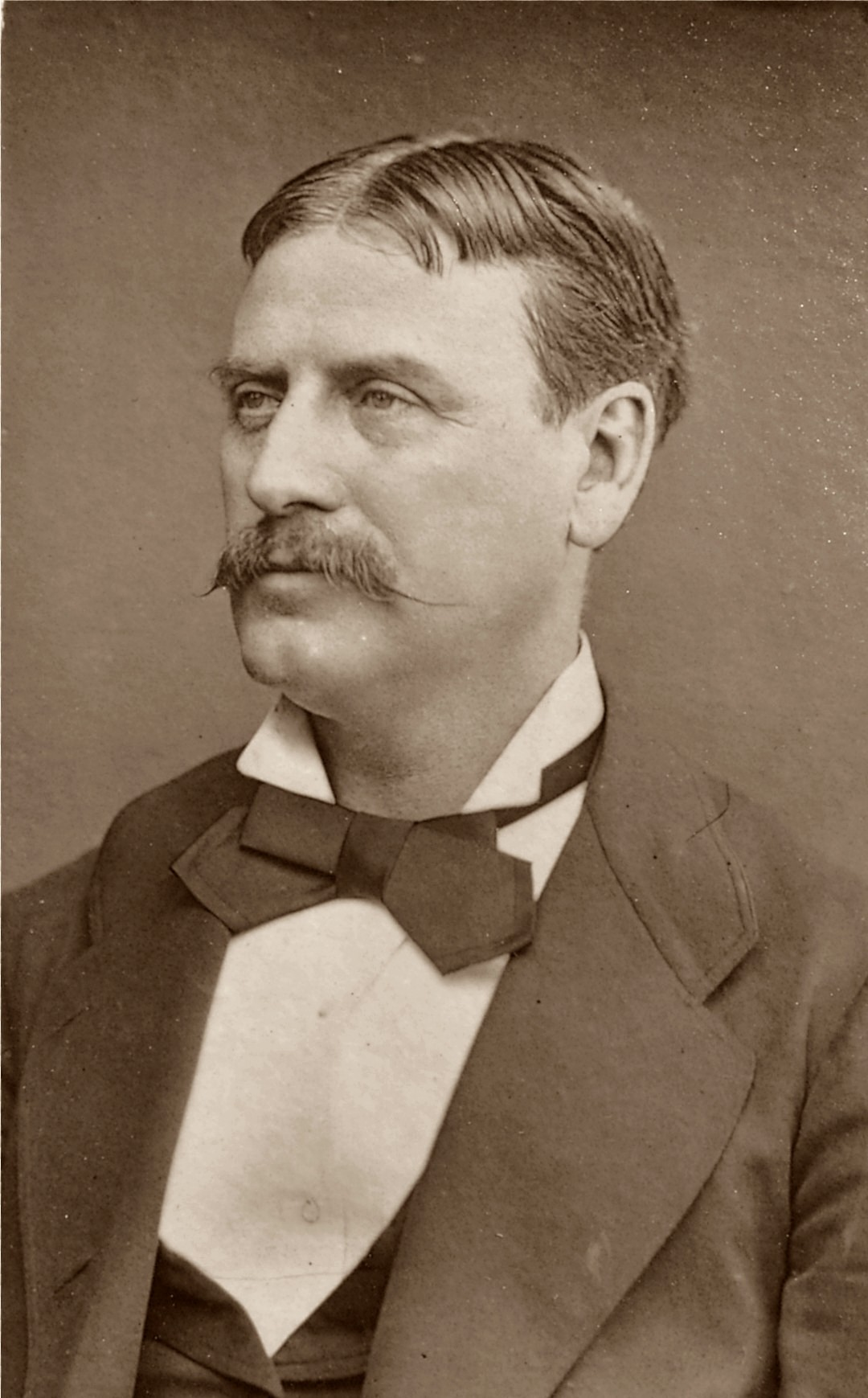
Hervé (Florimond Ronger)

Les Chevaliers de la table ronde (Riddarna kring runda bordet) är en operett i tre akter med musik av Hervé och libretto av Henri Chivot och Alfred Duru.
Verket hade premiär den 17 november 1866 på Théâtre des Bouffes-Parisiens i Paris och spelades fram till 1872. Det var kompositörens första försök att skapa en fullständig opéra bouffe. Den burleska handlingen har inte mycket gemensamt med legenden om kung Artur utan presenterar snarare en fantasivision av en magisk tid av ridderlighet. Hervé och hans librettister skapade ett innehållsrik ensemblestycke med ett stort galleri av biroller inklusive fyra löjliga riddare och roller för kvinnor såsom Mélusine, Totoche och Angélique, vilka parodierar stereotypt kvinnliga drag av sensualitet, kärlek, svartsjuka och girighet. Som kontrast representerar Merlin, Rodomont, och Roland en urvattnad version av ridderligt mod.
Musiken blandar enkla melodier, dåraktig virtuositet för solisterna, parodier på "seriös" klassisk musik och opera med vitala, energiska rytmer.
Operetten sattes upp i november 2015 av teaterkompaniet Les Brigands på Opéra National de Bordeaux, åtföljd av en turné i 15 städer.